# Ninh Sơn (huyện)
Ninh Sơn là một huyện miền núi nằm ở phía tây tỉnh Ninh Thuận, Việt Nam.

## Địa lý
Huyện Ninh Sơn nằm ở phía tây của tỉnh Ninh Thuận, cách thành phố Phan Rang – Tháp Chàm 36 km, thành phố Đà Lạt 74 km, thành phố Cam Ranh 52 km, có vị trí địa lý:
- Phía bắc và tây bắc giáp huyện Bác Ái
- Phía đông giáp và thành phố Phan Rang – Tháp Chàm
- Phía đông nam giáp huyện Ninh Phước và huyện Thuận Nam
- Phía tây giáp huyện Đơn Dương, tỉnh Lâm Đồng
- Phía tây nam giáp huyện Đức Trọng, tỉnh Lâm Đồng
- Phía nam giáp huyện Tuy Phong, tỉnh Bình Thuận.

Huyện Ninh Sơn có diện tích 771,81 km², dân số là 71.888 người, mật độ dân số đạt 93 người/km².
Huyện có các dân tộc sinh sống trên địa bàn huyện: Kinh, Raglai, Chăm, K'Ho, Hoa, Churu,...
Trên địa bàn huyện đang có dự án Nhà máy điện mặt trời thuộc xã Mỹ Sơn.

### Địa hình
Khu vực huyện Ninh Sơn hiện hữu mang đặc điểm địa hình đồi thấp, hình thành từ bậc chuyển tiếp đồng bằng lên núi cao, với 2 dạng địa hình chủ yếu: 
- Dạng lượn sóng là 3 - 80
- Xen lẫn các đồi thấp là 50 - 200m
- Độ dốc phổ biến là 3 - 15°
- Độ cao thấp nhất: <50m là khu vực ven sông, chiếm diện tích nhỏ
- Độ cao cao nhất: +600m
- Độ cao trung bình: +105m
- Độ cao tăng dần từ Đông Nam lên Tây Bắc.

### Khí hậu
Huyện Ninh Sơn nằm trong vùng khí hậu nhiệt đới bán khô hạn điển hình nhất nước ta, với đặc điểm nổi bật là ít mưa, nắng nóng và bốc hơi nhiều:
- Độ ẩm trung bình của không khí/ năm tương đối cao 76%
- Gió: Có hướng gió chủ đạo là gió mùa Đông Bắc vào mùa khô và Đông Nam vào mùa mưa
- Nhiệt độ: 
  - Nhiệt độ không khí trung bình năm 27 °C
  - Nhiệt độ không khí trung bình cao nhất 32,6 °C
- Lượng mưa trung bình/ năm 1.000 – 1200 mm.
- Mùa mưa từ tháng 5 đến tháng 10
- Mùa khô từ tháng 11 đến tháng 4 năm sau
- Càng về phía Tây Bắc độ ẩm càng tăng, mưa càng nhiều, nhiệt độ mát mẻ hơn do ảnh hưởng gần cao nguyên Lâm Viên
- Khí hậu, thời tiết diễn biến bất thường (Lũ lụt, nắng hạn),thường xảy ra làm ảnh hưởng trực tiếp đến hoạt động sản xuất, kinh doanh và đời sống của nhân dân.

## Hành chính
Huyện Ninh Sơn có 8 đơn vị hành chính cấp xã trực thuộc, bao gồm thị trấn Tân Sơn và 7 xã: Hòa Sơn, Lâm Sơn, Lương Sơn, Ma Nới, Mỹ Sơn, Nhơn Sơn, Quảng Sơn.

## Lịch sử

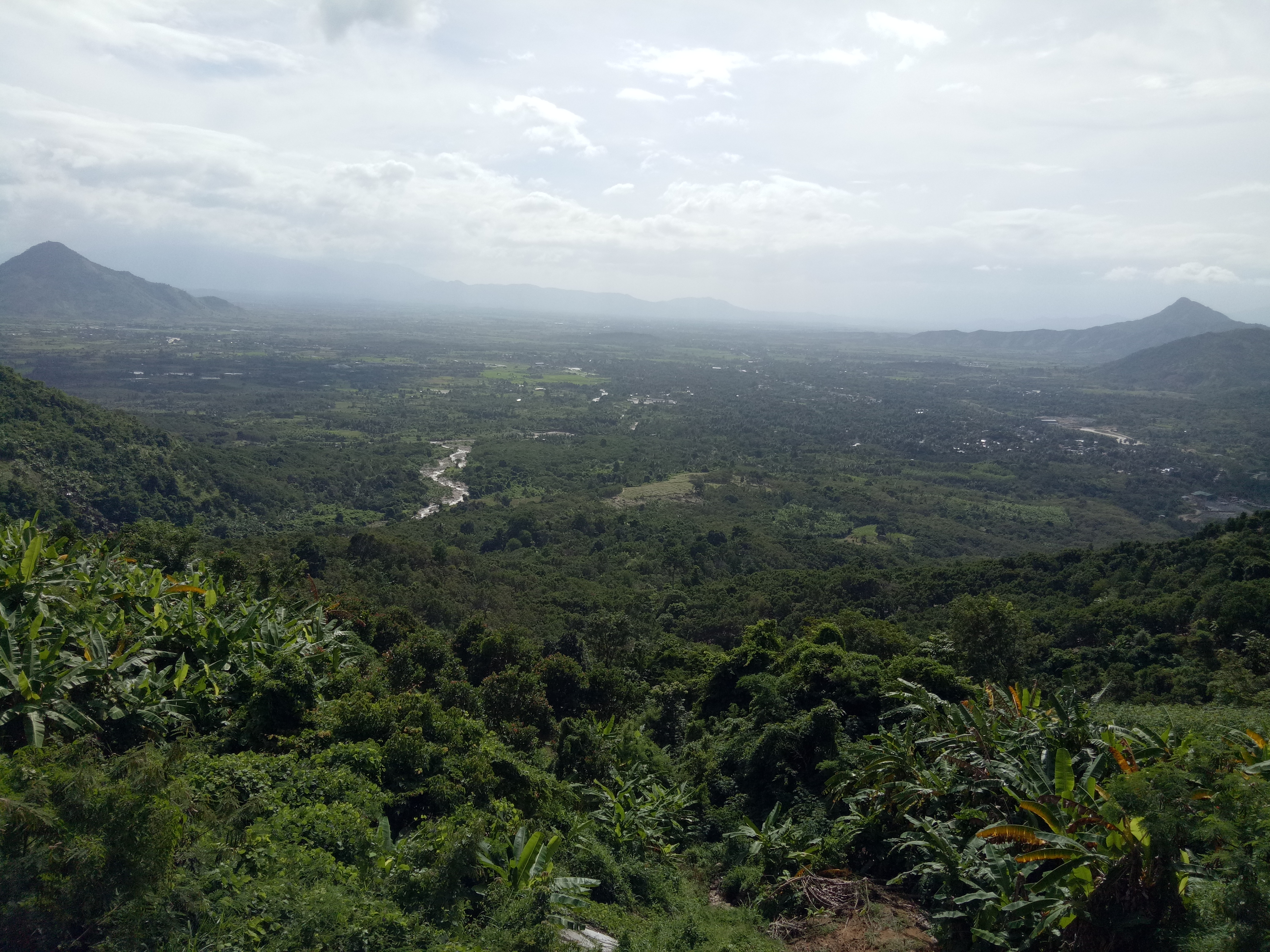
Đồng bằng Ninh Sơn nhìn từ đèo Ngoạn Mục

Ninh Sơn là một trong những huyện được thành lập sớm nhất của tỉnh Ninh Thuận vào ngày 1 tháng 9 năm 1981 do chia huyện An Sơn thành huyện Ninh Phước và huyện Ninh Sơn thuộc tỉnh Thuận Hải, bao gồm 16 xã: Hòa Sơn, Lâm Sơn, Mỹ Sơn, Nhơn Sơn, Phước Bình, Phước Đại, Phước Hòa, Phước Tân, Phước Thắng, Phước Thành, Phước Tiến, Phước Trung, Quảng Sơn, Tân Sơn, Tây Phước và Tương Phúc.
Ngày 28 tháng 11 năm 1983: 
- Sáp nhập 2 xã: Tây Phước và Tương Phúc thành xã Ma Nới
- Sáp nhập 2 xã: Phước Tân và Phước Tiến thành xã Trà Co.

Ngày 26 tháng 12 năm 1991, tái lập tỉnh Ninh Thuận từ tỉnh Thuận Hải cũ, huyện Ninh Sơn thuộc tỉnh Ninh Thuận.
Ngày 29 tháng 8 năm 1994:
- Chia xã Phước Đại thành 2 xã: Phước Đại và Phước Chính
- Chia lại xã Trà Co thành 2 xã: Phước Tân và Phước Tiến.

Ngày 30 tháng 8 năm 2000, Chính phủ ban hành nghị định 42/2000/NĐ-CP, theo đó:
- Thành lập thị trấn Tân Sơn (thị trấn huyện lỵ huyện Ninh Sơn) trên cơ sở 1.764 ha diện tích tự nhiên và 10.242 nhân khẩu của xã Tân Sơn
- Đổi tên xã Tân Sơn thành xã Lương Sơn.

Từ đó, huyện Ninh Sơn bao gồm thị trấn Tân Sơn và 16 xã: Hòa Sơn, Lâm Sơn, Lương Sơn, Ma Nới, Mỹ Sơn, Nhơn Sơn, Phước Bình, Phước Chính, Phước Đại, Phước Hòa, Phước Tân, Phước Thắng, Phước Thành, Phước Tiến, Phước Trung, Quảng Sơn.
Ngày 6 tháng 11 năm 2000, tách 9 xã: Phước Bình, Phước Chính, Phước Đại, Phước Hòa, Phước Tân, Phước Thắng, Phước Thành, Phước Tiến và Phước Trung để tái lập huyện Bác Ái.
Huyện Ninh Sơn còn lại 1 thị trấn và 7 xã, giữ ổn định cho đến nay.

## Giao thông
Ninh Sơn là điểm giao nhau giữa Quốc lộ 27 và Quốc lộ 27B tại thị trấn Tân Sơn, đóng vai trò là nơi trung chuyển giữa Cam Ranh, Đà Lạt và Phan Rang. Đây đồng thời là nơi giao nhau của Quốc lộ 27B và đường tỉnh 656.
Ngoài ra dự án đường liên vùng Tân Sơn (Ninh Thuận) - Tà Năng (Lâm Đồng) đang được thi công tại đây.
Đây cũng là địa phương có tuyến Đường cao tốc Cam Lâm – Vĩnh Hảo đi qua tại xã Nhơn Sơn.

## Du lịch
Huyện Ninh Sơn có nhiều tiềm năng để phát triển du lịch như:
- Thác Sakai tại xã Lâm Sơn.
- Vườn trái cây sông Pha tại xã Lâm Sơn.
- Suối nước nóng Krongfa tại thị trấn Tân Sơn.

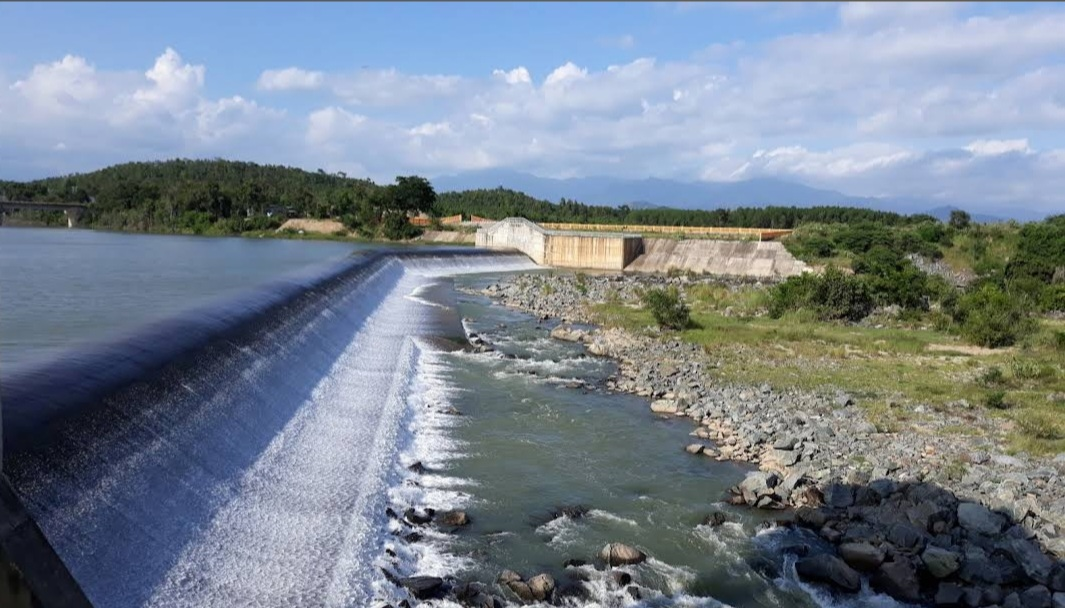
Đập dâng Tân Mỹ

- Suối Thương tại xã Quảng Sơn.
- Thác Tiên tại xã Hòa Sơn.Đập dâng Tân Mỹ